# Minua pinturelensis
Minua pinturelensis is een hooiwagen uit de familie Minuidae.